# Christof Metzger
Christof Metzger (* 1968 in Nördlingen) ist ein deutscher Kunsthistoriker und Museumskurator.

## Leben
Das Studium der Kunstgeschichte und Archäologie an der Universität Augsburg schloss Christof Metzger 1994 ab. 1999 wurde er mit einer Arbeit über den Maler Hans Schäufelin ebendort promoviert. Ab 2001 absolvierte er ein zweijähriges Volontariat bei den Bayerischen Staatsgemäldesammlungen und der Graphischen Sammlung in München, dem kuratorische Tätigkeiten in der Graphischen Sammlung und der Neuen Pinakothek folgten. Bis zur Neueröffnung 2004 war er maßgeblich an der Konzeption der Augsburger Heiltumskammer beteiligt. 2008/09 arbeitete er als Projektmitarbeiter an der Universität Trier und von 2009 bis 2011 als Kurator am Kunsthistorischen Museum Wien. Seit 2011 ist er Mitarbeiter an der Albertina in Wien; dort wurde er 2013 zum Kurator für deutsche Kunst vom 15. Jahrhundert bis zum Klassizismus ernannt. 2014 bis 2023 war er Chefkurator und Leiter des Sammlungsdienstes ebenda.
Christof Metzger forscht und publiziert zur nordalpinen Grafik, Skulptur und Malerei des 15. und 16. Jahrhunderts sowie zu Egon Schiele und musealer Sammlungsgeschichte.

## Schriften (Auswahl)
- Der Christgartener Altar des Hans Schäufelin. Sein Bildprogramm und seine Rekonstruktion (= Analecta Cartusiana. Band 135). Salzburg 1996.
- Neues vom Nördlinger Hochaltar. In: Zeitschrift des Deutschen Vereins für Kunstwissenschaft 54/55 (2000/2001), S. 104–126.
- Hans Schäufelin als Maler (= Denkmäler deutscher Kunst). Deutscher Verlag für Kunstwissenschaft, Berlin 2002.
- Friedrich Herlins Rothenburger Altar. In: Klaus Herbers (Hrsg.): Die oberdeutschen Reichsstädte und ihre Heiligenkulte. Traditionen und Ausprägungen zwischen Stadt, Ritterorden und Reich (= Jakobus-Studien. Band 16). Narr, Tübingen 2005, S. 101–118.
- Multiplikator des Ruhmes. Israhel van Meckenems Kopien vor dem Hintergrund spätmittelalterlicher Traditionsgebundenheit. In: Achim Riether (Hrsg.): Israhel van Meckenem (um 1440/45–1503). Kupferstiche. Der Münchner Bestand. Ausstellungskatalog. München 2006, S. 38–48.
- Daniel Hopfer. Ein Augsburger Meister der Renaissance. Eisenradierungen, Holzschnitte, Zeichnungen, Waffenätzungen. Ausstellungskatalog. Deutscher Kunstverlag, Berlin / München 2009.
- Künstlertod und Künstlerlob. Das Grabmal des Nikolaus Gerhaert von Leyden († 1473) in Wiener Neustadt. In: Birgit Ulrike Münch (Hrsg.): Künstlergrabmäler. Genese – Typologie – Intention – Metamorphosen. Imhof Verlag, Petersberg 2011, S. 27–47.
- „Und die Erde erbebte, und die Felsen zerrissen“. Niclaus Gerhaert, der Nördlinger Hochaltar und Überlegungen zum Naturalismus im späten Mittelalter. In: Stefan Roller (Hrsg.): Niclaus Gerhaert. Der Bildhauer des späten Mittelalters. Ausstellungskatalog. Imhof Verlag, Petersberg 2011, S. 71–77.
- Eine Glaubensfrage. Auf der Suche nach der Wahrheit im Bildnis der Dürerzeit. In: Sabine Haag (Hrsg.): Dürer, Cranach, Holbein. Die Entdeckung des Menschen. Das deutsche Porträt um 1500. Ausstellungskatalog. Hirmer, München 2011, S. 21–26.
- mit Klaus Albrecht Schröder (Hrsg.): Bosch, Bruegel, Rubens, Rembrandt. Meisterwerke aus der Albertina. Ausstellungskatalog. Hatje Cantz, Ostfildern 2013.
- (Hrsg.): Albrecht Dürer. Ausstellungskatalog. Prestel, München 2019.
- Zeichnen und Aufzeichnen. Dürers Zeichnungen der niederländischen Reise. In: Peter van den Brink (Hrsg.): Dürer war hier. Eine Reise wird Legende. Ausstellungskatalog. Imhof Verlag, Petersberg 2021, S. 190–227.
- mit Stephanie Sailer, Sebastian Schütze (Hrsg.): Zeichnungssammlungen in Wien und Mitteleuropa. Akteure – Praktiken – Rahmendiskurse (= Sammler, Sammlungen, Sammlungskulturen in Wien und Mitteleuropa. Band 5). De Gruyter, Berlin / Boston 2024.